# Indiase rupsvogel
De Indiase rupsvogel (Coracina macei) is een zangvogel uit de familie van de Campephagidae (rupsvogels). Het is een vogel die voorkomt in grote delen van het Indisch Subcontinent. Eerder telde deze soort zeven ondersoorten maar door een taxonomische herziening zijn vijf ondersoorten verplaatst naar de nauw verwante oosterse rupsvogel.

## Kenmerken
De grote rupsvogel is gemiddeld 30 cm lang. Het mannetje is overwegend grijs en in het "gezicht" donkerder, bijna zwart. De borst is lichter grijs en wordt geleidelijk richting onderstaartdekveren toe bleekwit. Het vrouwtje is minder zwart op de kop en de buik is vaak een beetje dwarsgestreept. Onvolwassen vogels zijn nog sterker dwarsgestreept op zowel borst als buik.

## Verspreiding en leefgebied
Deze vogel komt voor in India en Sri Lanka en telt twee ondersoorten.
- C. m. macei: India.
- C. m. layardi: Sri Lanka.

Het is een standvogel van half open landschappen met bos of aan de randen van bos in midden- en hooggebergte tot op 2100 m boven de zeespiegel.

## Status
Door het grote verspreidingsgebied is de kans op uitsterven gering. De grootte van de populatie is niet gekwantificeerd, maar de soort wordt omschreven als vrij algemeen tot algemeen. Er is geen aanleiding te veronderstellen dat de soort in aantal achteruit gaat. Om deze redenen staat deze rupsvogel als niet bedreigd op de Rode Lijst van de IUCN.

Foto's van de Indiase rupsvogel uit India
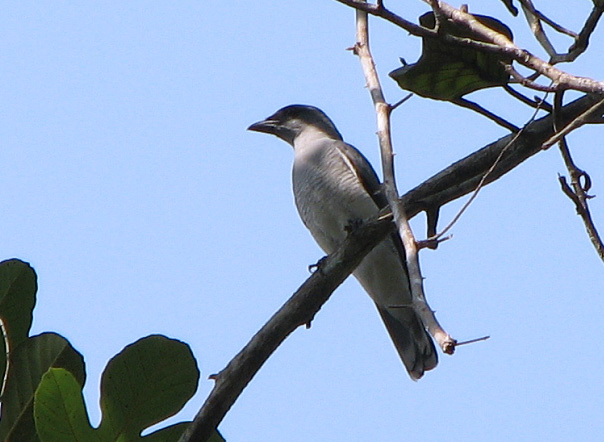
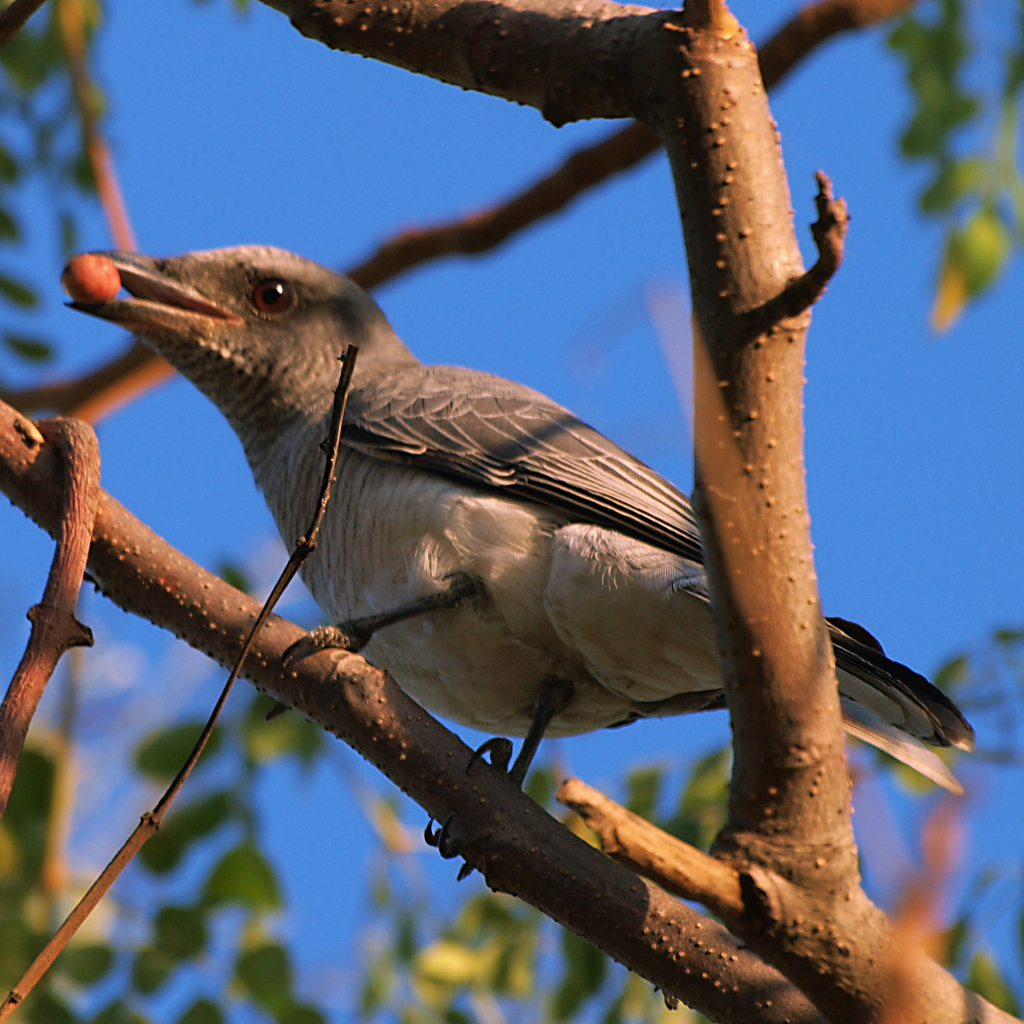
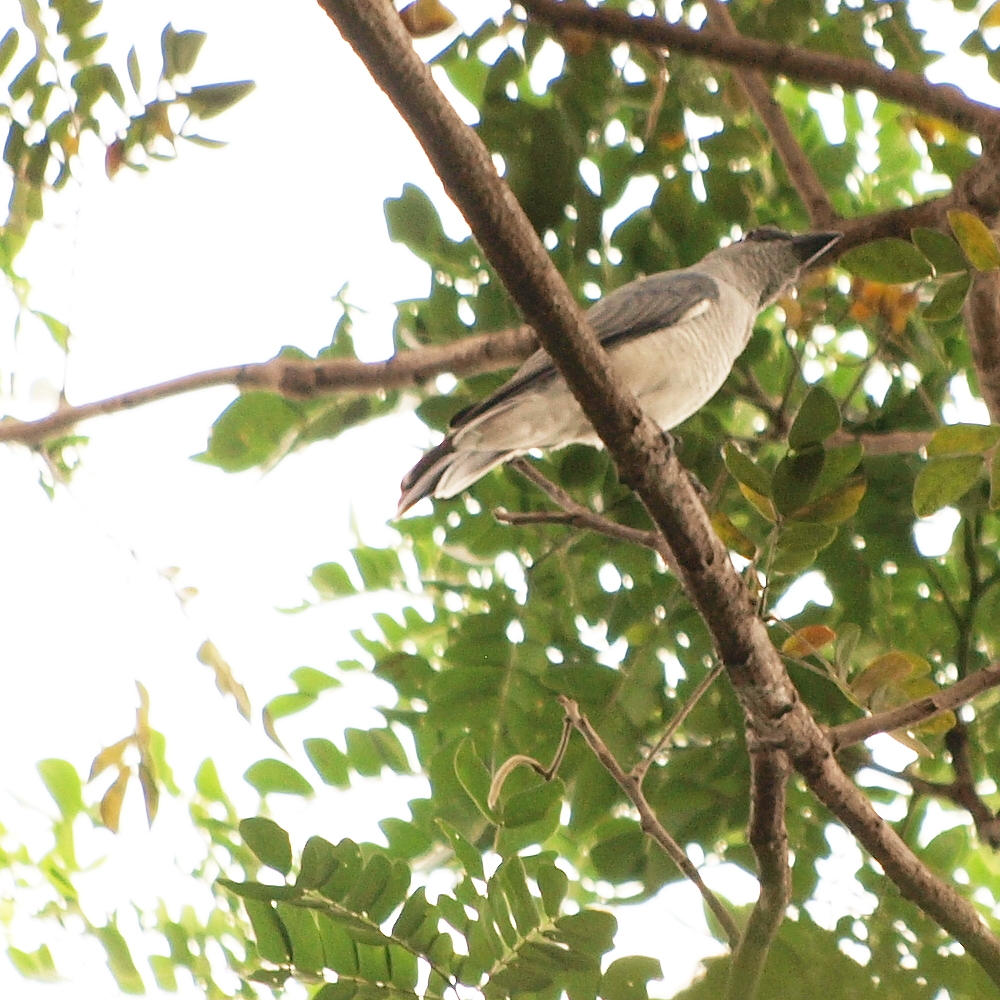
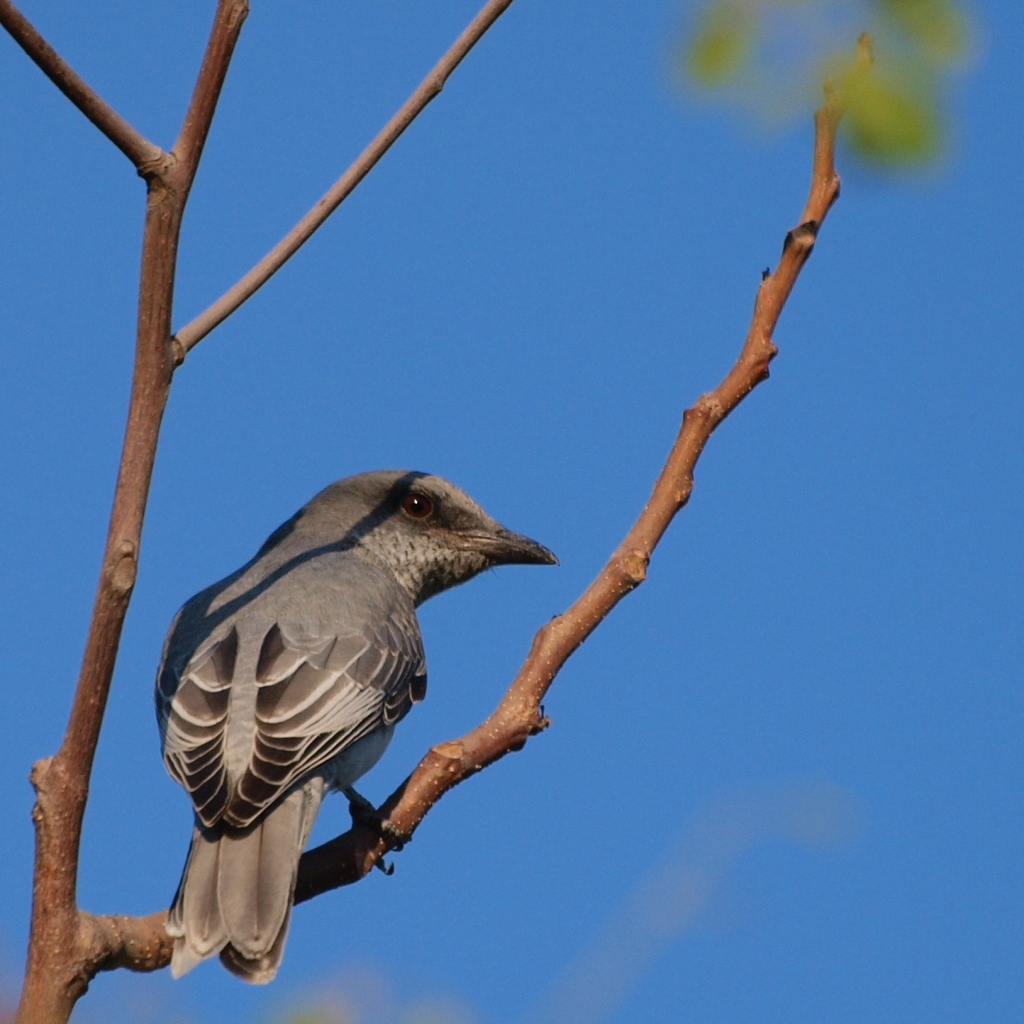
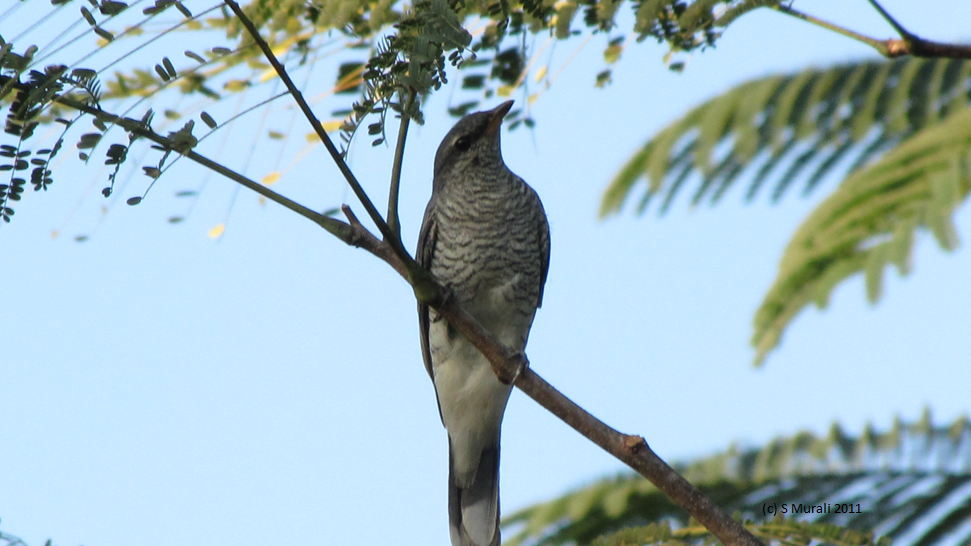
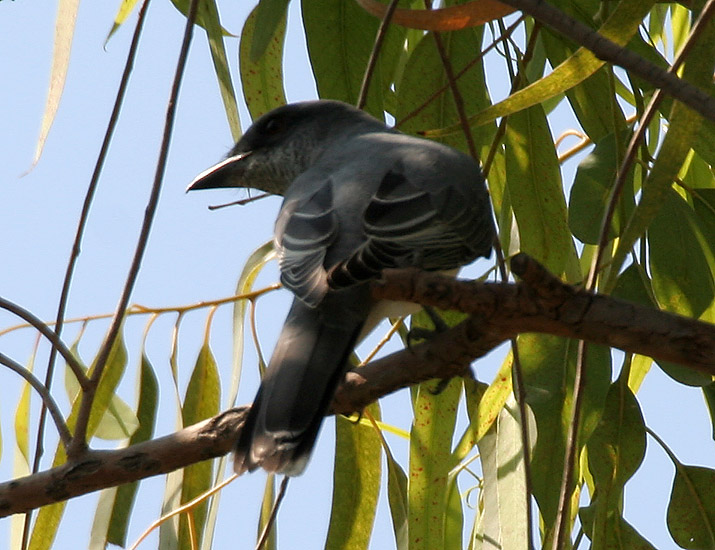
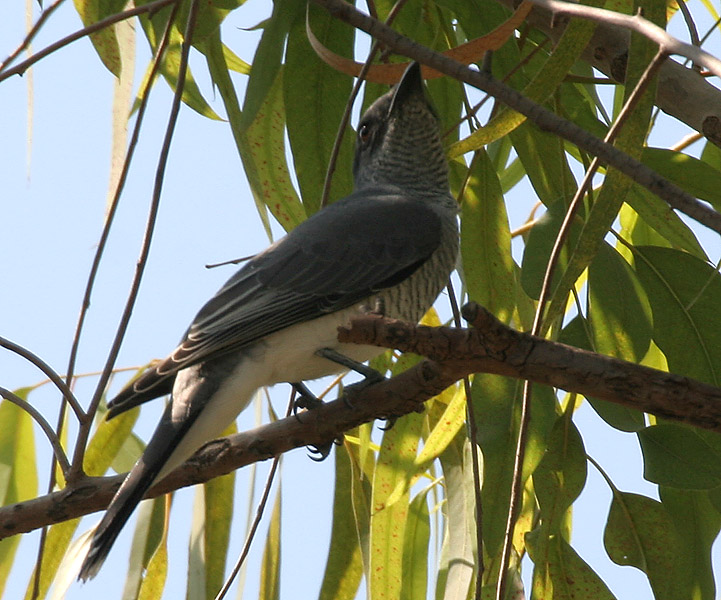
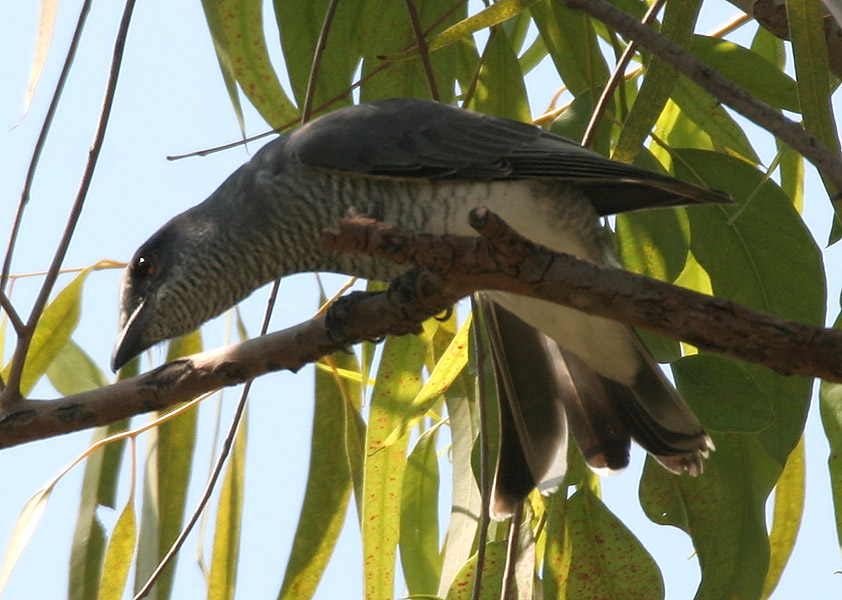
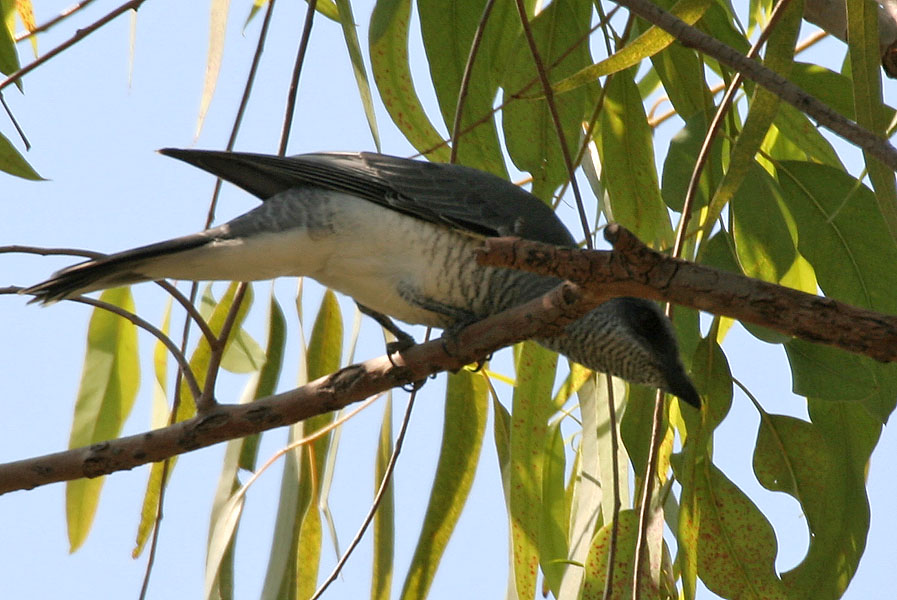